# Schiønning og Arve (40)
|  | Denne artikel er oprettet af botten PalnaBot ud fra en ekstern database. Den kan derfor have sproglige fejl eller mangler. Denne skabelon kan fjernes efter kontrol af indholdet. |

 For alternative betydninger, se Schiønning og Arve. (Se også artikler, som begynder med Schiønning og Arve)
Schiønning og Arve (40) er en film med ukendt instruktør.